# Berylsimpsonia
Berylsimpsonia  es un género  de plantas con flores en la familia Asteraceae. Comprende 2 especies descritas y  aceptadas.

## Taxonomía
El género fue descrito por Billie Lee Turner y publicado en Phytologia 74(5): 351. 1993.

## Especies aceptadas
A continuación se brinda un listado de las especies del género Berylsimpsonia aceptadas hasta julio de 2012, ordenadas alfabéticamente. Para cada una se indica el nombre binomial seguido del autor, abreviado según las convenciones y usos.
- Berylsimpsonia crassinervis (Urb.) B.L.Turner
- Berylsimpsonia vanillosma (C.Wright) B.L.Turner